# 美国陆军第91师
第91步兵師（英語：91st Infantry Division）是美國陸軍的一個師級部隊，曾參與第一次世界大戰和第二次世界大戰。從1946年至2008年期間，它是美國陸軍預備役的一部分。2010年重啟為第91訓練師（作戰）。 

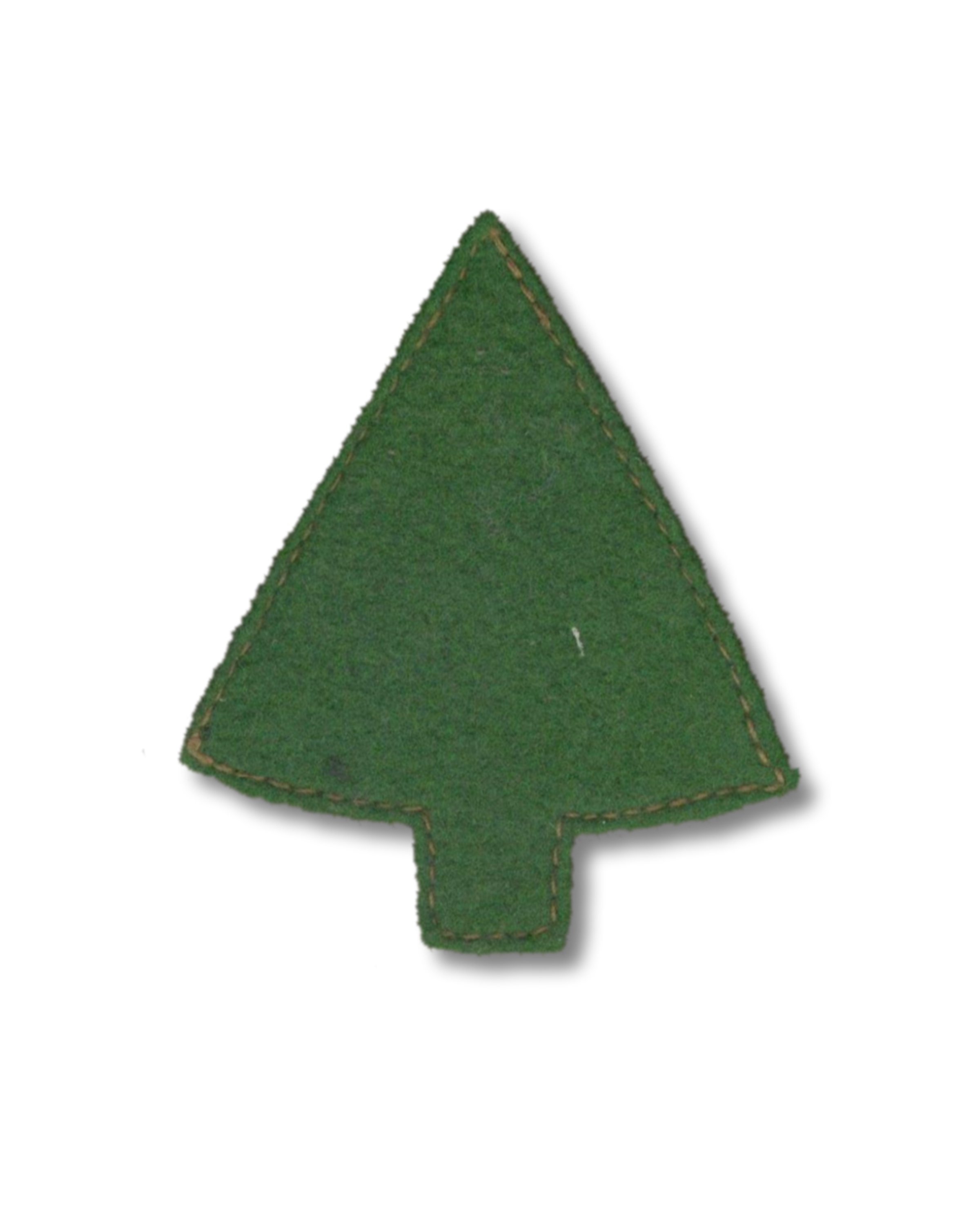
第一次世界大戰時期的臂章
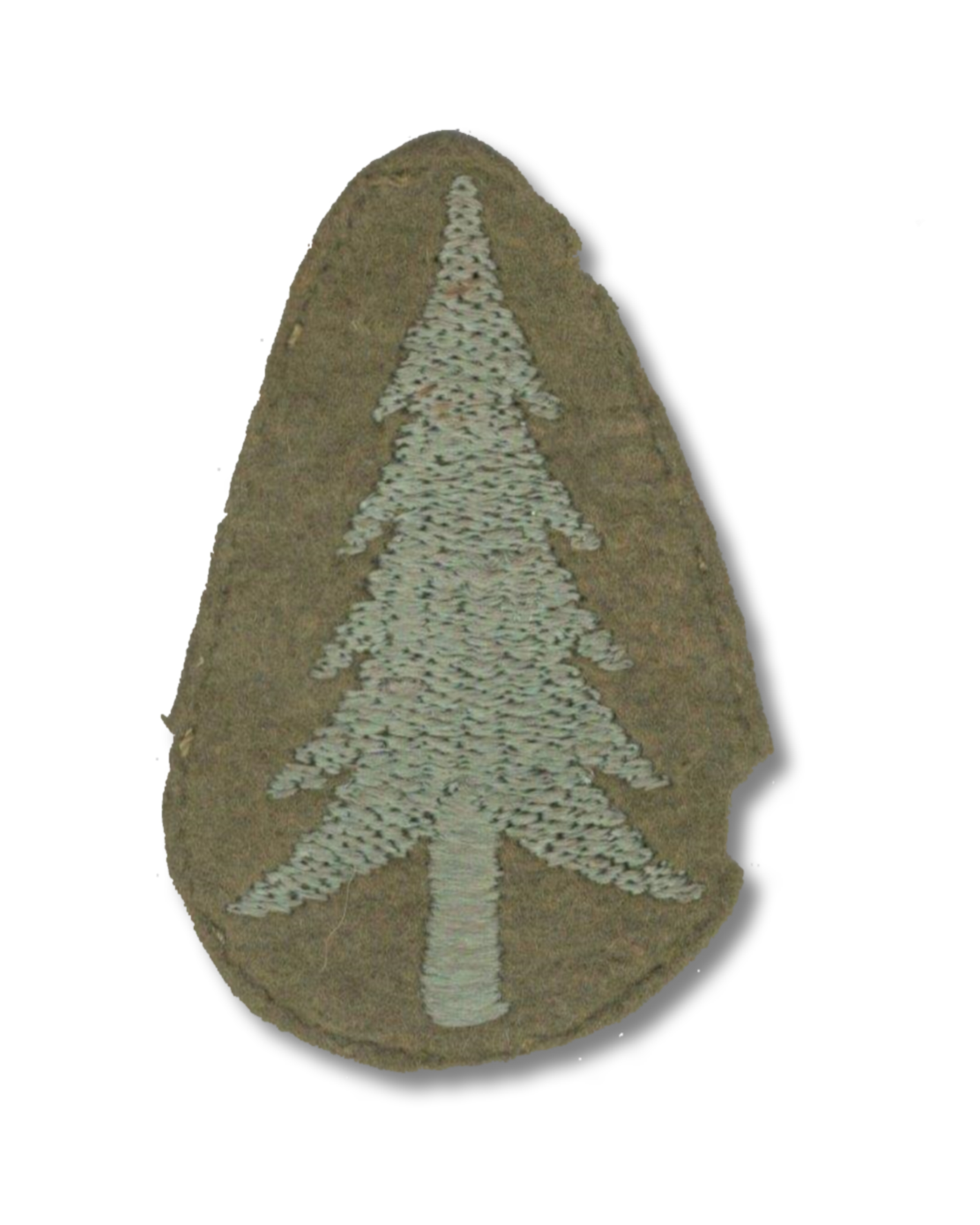
第一次世界大戰時期的臂章（變異版）
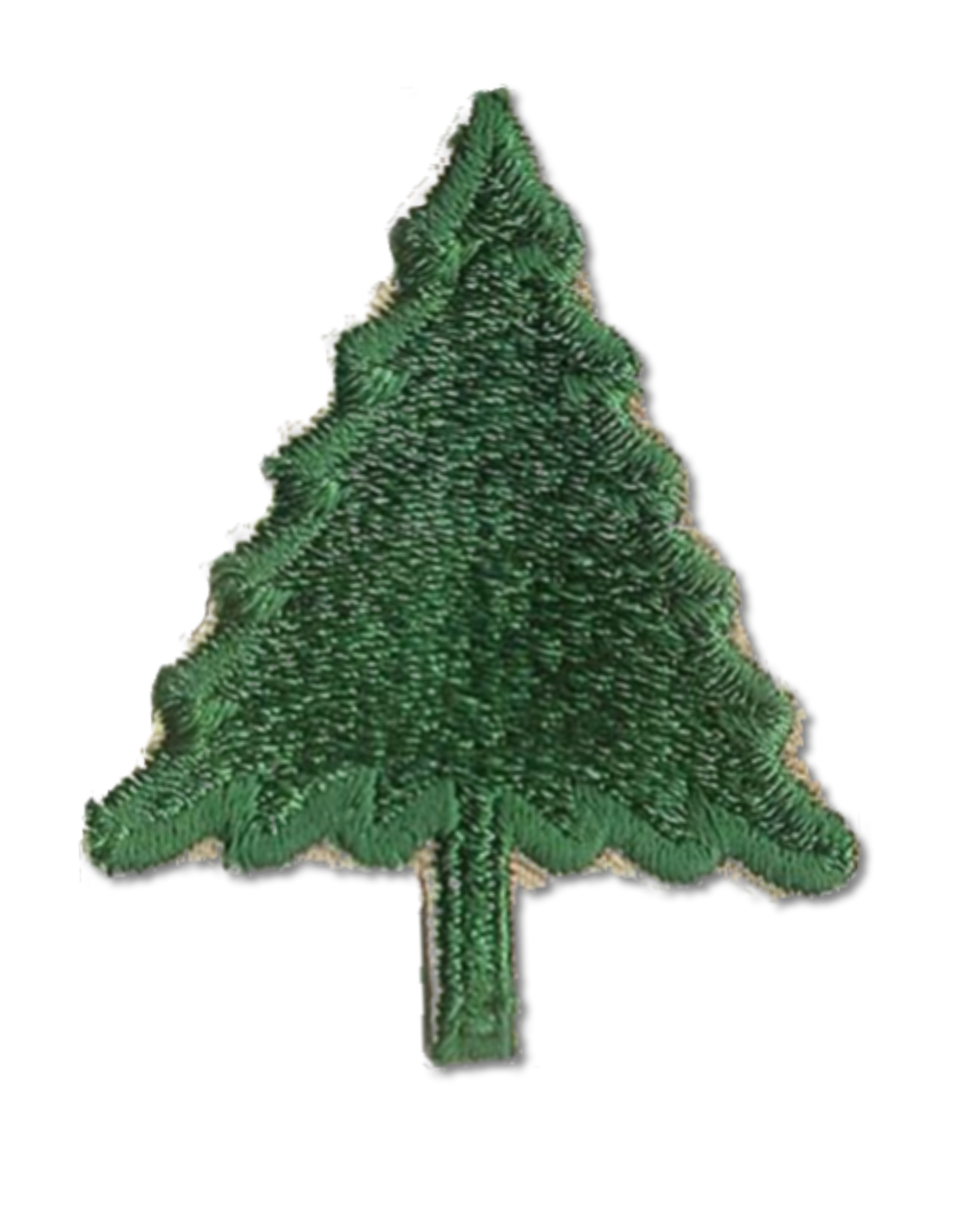
第二次世界大戰時期的臂章

## 外部連結
- 官方網站 （页面存档备份，存于）
- 臉書 - 91st Training Division （页面存档备份，存于）